# Paul Kouassivi Vieira
Paul Kouassivi Vieira (* 14. Juli 1949 in Agoué, Benin; † 21. März 2019 in Rom) war ein beninischer Geistlicher und römisch-katholischer Bischof von Djougou.

## Leben
Paul Kouassivi Vieira trat am 1. Oktober 1962 in das Seminar von St. Jeanne d'Arc de Ouidah ein. Nach seiner philosophischen und theologischen Ausbildung empfing er am 29. Juni 1975 in Rom von Papst Paul VI. das Sakrament der Priesterweihe für das Bistum Lokossa. Nach einem theologischen Aufbaustudien am Katholischen Institut für Westafrika (ICAO) in Abidjan kehrte er nach Rom zurück und wurde drei Jahre lang Privatsekretär von Kardinal Bernardin Gantin und absolvierte ein Doktorsstudium in Theologie. Nach seiner Rückkehr nach Benin im Jahr 1981 war er Pfarrer von Grand-Popo im Südwesten von Benin, dann von 1982 bis 1992 Rektor des kleinen Priesterseminars des St. Joseph (Petit Séminaire Saint Joseph Du Lac Adjatokpa). 1992 wurde er Rektor des Großen Seminars St. Gallus von Ouidah (Grand Séminaire Saint-Gall de Ouidah).
Am 10. Juni 1995 ernannte ihn Papst Johannes Paul II. zum ersten Bischof des mit gleichem Datum errichteten Bistums Djougou. Der Kardinalpräfekt der Kongregation für die Bischöfe, Bernardin Gantin, spendete ihm am 1. Oktober desselben Jahres die Bischofsweihe; Mitkonsekratoren waren der Bischof von Lokossa, Robert Sastre, und der Bischof von Natitingou, Nicolas Okioh.